# Lemnalia zimmeri
Lemnalia zimmeri is een zachte koraalsoort uit de familie Nephtheidae. De koraalsoort komt uit het geslacht Lemnalia. Lemnalia zimmeri werd in 1933 voor het eerst wetenschappelijk beschreven door Roxas. 